# Caterina Ferri canta Don Backy (Questo sconosciuto)
Caterina Ferri canta Don Backy (Questo sconosciuto) è un album in studio pubblicato il 21 giugno 2025 da Caterina Ferri, con la direzione artistica di Don Backy. Contiene dodici brani scritti da quest’ultimo.
La copertina dell’album è un’illustrazione realizzata da Don Backy, che fa parte del suo fumetto Sognando. L'album contiene il brano Che strano è interpretato in duetto dalla Ferri e dallo stesso Don Backy.

## Tracce
1. Atmosfera
2. Ti amo
3. L’Amore è forte
4. Tre amori
5. Che strano (duetto con Don Backy)
6. Ali
7. Ragazza di notte
8. Bar Metrò
9. Vele Bianche
10. Un volo di farfalla
11. Terra
12. Cosmo